# Indywidualny Puchar Europy U-19 na żużlu
Indywidualny Puchar Europy U-19 na żużlu – indywidualne zawody żużlowe, organizowane w latach 2017–2020 roku pod patronatem FIM Europe, dla zawodników do 19. roku życia.
Od sezonu 2021 powrócono do rozgrywania indywidualnych mistrzostw Europy juniorów w kategorii wiekowej do 19. roku życia (wcześniej w latach 1998–2012, natomiast w latach 2013–2020 do 21. roku życia), w związku z czym zrezygnowano z organizowania indywidualnego Pucharu Europy U-19.

## Medaliści
| Rok  | Miejsce   | Złoto          | Srebro              | Brąz             | Źr.   |
| ---- | --------- | -------------- | ------------------- | ---------------- | ----- |
| 2017 | Divišov   | Robert Lambert | Filip Hjelmland     | Bartosz Smektała | [ 1 ] |
| 2018 | Varkaus   | Mads Hansen    | Szymon Szlauderbach | Oļegs Mihailovs  | [ 2 ] |
| 2019 | Žarnovica | Jan Kvěch      | Jewgienij Sajdullin | Mads Hansen      | [ 3 ] |
| 2020 | Žarnovica | Jan Kvěch      | Marcus Birkemose    | Daniel Klíma     |       |

## Klasyfikacja medalowa

### Według zawodników
Stan po sezonie 2020
| Lp. | Zawodnik            | Państwo         | Lata      | Złoto | Srebro | Brąz | Razem |
| --- | ------------------- | --------------- | --------- | ----- | ------ | ---- | ----- |
| 1.  | Jan Kvěch           | Czechy          | 2019–2020 | 2     | –      | –    | 2     |
| 2.  | Mads Hansen         | Dania           | 2018–2019 | 1     | –      | 1    | 2     |
| 3.  | Robert Lambert      | Wielka Brytania | 2017      | 1     | –      | –    | 1     |
| 4.  | Filip Hjelmland     | Szwecja         | 2017      | –     | 1      | –    | 1     |
| 4.  | Szymon Szlauderbach | Polska          | 2018      | –     | 1      | –    | 1     |
| 4.  | Jewgienij Sajdullin | Rosja           | 2019      | –     | 1      | –    | 1     |
| 4.  | Marcus Birkemose    | Dania           | 2020      | –     | 1      | –    | 1     |
| 8.  | Bartosz Smektała    | Polska          | 2017      | –     | –      | 1    | 1     |
| 8.  | Oļegs Mihailovs     | Łotwa           | 2018      | –     | –      | 1    | 1     |
| 8.  | Daniel Klíma        | Czechy          | 2020      | –     | –      | 1    | 1     |

### Według państw
Stan po sezonie 2020
| Lp. | Państwo         | Złoto | Srebro | Brąz | Razem |
| --- | --------------- | ----- | ------ | ---- | ----- |
| 1.  | Czechy          | 2     | –      | 1    | 3     |
| 2.  | Dania           | 1     | 1      | 1    | 3     |
| 3.  | Wielka Brytania | 1     | –      | –    | 1     |
| 4.  | Polska          | –     | 1      | 1    | 2     |
| 5.  | Szwecja         | –     | 1      | –    | 1     |
| 5.  | Rosja           | –     | 1      | –    | 1     |
| 7.  | Łotwa           | –     | –      | 1    | 1     |